# Jonathan Bate
Pour les articles homonymes, voir Bate.
Sir Andrew Jonathan Bate (né le 26 juin 1958), est un universitaire, biographe, critique et romancier britannique. Il est spécialiste de William Shakespeare, du romantisme et de l'écocritique. Il est professeur de littérature anglaise de l'Université d'Oxford, provost du Worcester College. Il est fait chevalier de l'ordre de l'Empire britannique en 2015 pour ses services rendues à l'enseignement littéraire supérieur. Il est membre de la British Academy et de la Royal Society of Literature.

## Jeunesse
Jonathan Bate suit les cours de la Sevenoaks School, du St Catharine's College puis à l'Université Harvard dans le cadre du Harkness Fellowship — un programme d'échanges entre universités.

## Carrière universitaire et théâtrale
Jonathan Bate est Fellow de Trinity Hall et professeur de littérature anglaise à l'Université de Liverpool puis enseigne la littérature de Shakespeare et la Renaissance à l'Université de Warwick. En 2011, il succède à Richard Smethurst (en) à la direction du Worcester College.
Il est administrateur pendant 9 ans de la Royal Shakespeare Company. De 2007 à 2011 il siège au conseil des Arts and Humanities Research Council. En 2010 il est chargé par Faber and Faber d'écrire la vie littéraire de Ted Hughes. L'opération est annulée après l'intervention des ayants droit de Ted Hughes. Le livre est reconfiguré par HarperCollins en tant que biographie non autorisée.
En 2010, il écrit sa pièce The Man from Stratford, écrite pour un seul acteur Simon Callow commandée par Ambassador Theatre Group. Elle fait une tournée et l'ouverture du Edinburgh Festival Fringe. Elle est présentée à Trieste. En juin 2011 et mars 2012 la pièce est reprise au Trafalgar Studios de Whitehall, sous le titre Being Shakespeare. En avril 2012, Callow joue sa pièce à New York City (Brooklyn Academy of Music) et Chicago. En 2014, elle est reprise à West End au Harold Pinter Theatre.

## Œuvres littéraires
Parmi les publications de Jonathan Bate figurent Shakespeare and the English Romantic Imagination (1986), Shakespearean Constitutions (1989), Shakespeare and Ovid (1993), Titus Andronicus, The Genius of Shakespeare (1997), deux livres influents d'écocritique, Romantic Ecology (1991) et The Song of the Earth (2000) ainsi qu'un roman inspiré par la vie de William Hazlitt, The Cure for Love.
Sa biographie de John Clare remporte en 2003 le Prix Hawthornden, le Prix James Tait Black pour une biographie. The Genius of Shakespeare est salué par Peter Hall, fondateur de la Royal Shakespeare Company comme le « meilleur livre moderne sur Shakespeare ». Il est réédité avec une nouvelle postface en 2008 puis une nouvelle fois en 2016 chez Picador Classic, avec une postface augmentée et une nouvelle introduction de Simon Callow. Bate a aussi publié Selected Poetry de Clare.
Avec Eric Rasmussen, il publie l'intégrale de Shakespeare Complete Works pour la Royal Shakespeare Company, en avril 2007. C'est la première édition depuis Nicholas Rowe en 1709 qui reprend le premier Folio pour toutes les pièces de théâtre. Cet ouvrage le prix Falstaff pour meilleur livre sur Shakespeare de l'année. Chaque pièce est aussi publiée dans un tome individuel, avec des entrevues avec des metteurs en scènes. Un tome est consacré aux pièces « apocryphes » paraît en 2013 sous le titre Collaborative Plays by Shakespeare and Others.
Bate écrit et présente souvent des documentaires pour BBC Radio 4. Il traite des sujets comme The Elizabethan Discovery of England, Faking the Classics et The Poetry of History, dans lequel des poèmes sur de grands événements sont comparés aux récits historiques. Il écrit le script du one-man-show pour Simon Callow nommé Shakespeare: the Man from Stratford pour le Edinburgh Festival Fringe de 2010.
En 2012 il est commissaire-consultant pour le British Museum de l'exposition Shakespeare: Staging the World dans le cadre des jeux olympiques. Il co-écrit le catalogue avec la commissaire Dora Thornton.

## Vie personnelle
Jonathan Bate est marié avec l'auteure et biographe Paula Byrne (en) avec qui il a trois enfants.

## Honneurs
En 2006 lors du Queen's Birthday Honours, Jonathan Bate est fait chevalier de l'Ordre de l'Empire britannique pour services rendus à l'enseignement supérieur. Il est anobli en 2015 pour service rendu aux études littéraires et supérieures,.
Il est élu Fellow à la British Academy en 1999 et à la Royal Society of Literature en 2004.

### Livres
- (en) Shakespeare and the English Romantic Imagination, Oxford University Press, 1986
- (en) Shakespearean Constitutions : Politics, Theatre, Criticism 1730–1830, Oxford, Oxford University Press, 1989, 234 p. (ISBN 0-19-811749-3)
- (en) Romantic Ecology : Wordsworth and the Environmental Tradition, Routledge, 1991
- (en) Shakespeare and Ovid, Oxford University Press, 1993
- (en) The Genius of Shakespeare, Picador/Oxford University Press, 1997[9]
- (en) The Cure for Love, Picador, 1998
- (en) The Song of the Earth, Picador/Harvard University Press, 2000
- (en) John Clare : A Biography, Picador/Farrar Straus and Giroux, 2003
- (en) Soul of the Age : The Life, Mind and World of William Shakespeare, Viking, 2008, 500 p. (ISBN 978-0-670-91482-1 et 0-670-91482-7)
- (en) English Literature : A Very Short Introduction, Oxford (GB), Oxford University Press, 2010, 179 p. (ISBN 978-0-19-956926-7 et 0-19-956926-6, lire en ligne)
- (en) Dora Thornton, Shakespeare Staging the World, British Museum London/Oxford University Press New York, 2012.
- (en) Ted Hughes : The Unauthorised Life, William Collins London/HarperCollins New York/Fourth Estate Sydney, 2015[10]

### En tant qu'éditeur
- (en) Charles Lamb : Elia and The Last Essays of Elia, Oxford University Press, 1987
- (en) The Arden Shakespeare : Titus Andronicus, Routledge, 1995
- (en) John Clare : Selected Poems, Faber and Faber, 2004
- (en) The RSC Shakespeare : Complete Works, Macmillan/Random House Modern Library, 2007
- (en) The RSC Shakespeare : Individual Works, 34 vols, Macmillan/Random House Modern Library, 2008
- (en) The RSC Shakespeare : Collaborative Plays by Shakespeare and Others, Macmillan, 2013

### Articles
- (en) Jonathan Bate, « Of cabbages and kings », The Spectator, vol. 308, no 9397,‎ 4 octobre 2008, p. 41 (lire en ligne, consulté le 23 décembre 2008).